# Sally Blane
Sally Blane, właś. Elizabeth Jane Young (ur. 11 lipca 1910 w Salida, zm. 27 sierpnia 1997 w Los Angeles) – amerykańska aktorka filmowa.